# Goethestraße 58 (Magdeburg)

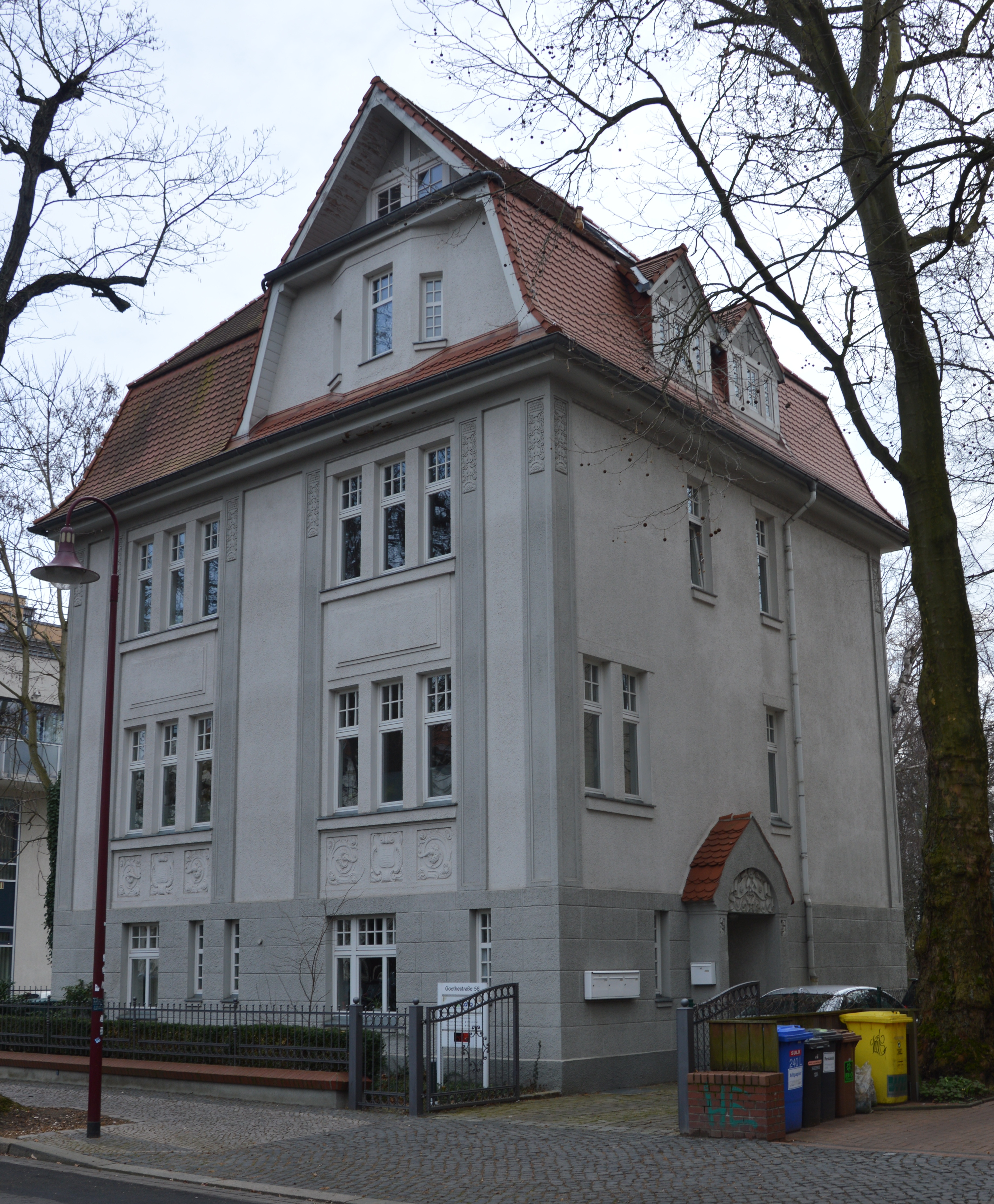
Goethestraße 58

Das Gebäude Goethestraße 58 ist eine denkmalgeschützte Villa in Magdeburg in Sachsen-Anhalt.

## Lage
Sie befindet sich auf der Südseite der Goethestraße im Magdeburger Stadtteil Stadtfeld Ost.

## Architektur und Geschichte
Die zweigeschossige verputzte Villa wurde 1912 für den Maurermeister Reinhold Radisch für den Eigenbedarf errichtet. Die Kubatur des Gebäudes ist annähernd würfelförmig, wobei das Gebäude auf einem Souterrain ruht und von einem hohen Mansarddach bedeckt wird. Die Villa verfügt über ein spitzgiebeliges Zwerchhaus. Die Fassade ist von Pilastern gegliedert. Der Brüstungsbereich der straßenseitigen Fenster des Erdgeschosses ist mit Ornamenten verziert.
Im örtlichen Denkmalverzeichnis ist die Villa unter der Erfassungsnummer 094 17453 als Baudenkmal verzeichnet.
Das Haus gehört gemeinsam mit den benachbarten Häusern Goethestraße 55, 56 und 57, die auch alle im Auftrag Radischs entstanden, zu einer weitgehend geschlossen erhaltenen Häuserzeile nahe dem östlichen Ende der Goethestraße.